# Un moment de bonheur
Pour plus de détails, voir Fiche technique et Distribution.
Un moment de bonheur est un film français réalisé par Antoine Santana, sorti en 2002.

## Synopsis
Philippe a 25 ans, il arrive un matin chez sa sœur à Arcachon ; elle ne l'a pas vu depuis longtemps ; dans l'immeuble de sa sœur, il croise Betty. Betty a 20 ans, un petit garçon de 5 ans, Damien, qui vit avec elle chez ses parents, qu'elle aime avec une tendresse plus fraternelle que maternelle.
Au cours de cette journée Betty, Philippe et Damien se croiseront à nouveau.
Un accident, qui aurait dû les séparer, changera leur vie...

## Fiche technique
- Titre : Un moment de bonheur
- Réalisation : Antoine Santana
- Scénario : Antoine Santana et Eric Herbette
- Production : Alain Rozanès, Pascal Verroust
- Musique : Louis Sclavis
- Photographie : Romain Winding
- Montage : Nadine Verdier
- Pays d'origine :  France
- Langue originale : français
- Format : couleurs - Dolby Digital
- Genre : drame
- Durée : 84 minutes
- Dates de sortie :
  -  Suède : 27 janvier 2002 (Festival de Gothenburg)
  -  France : 6 mars 2002

## Distribution
- Isild Le Besco : Betty
- Malik Zidi : Philippe
- Vincent Bonnafous : Damien
- Catherine Davenier : La mère
- Olivier Gourmet : Le père
- Sylvie Testud : L'institutrice
- Bernard Blancan : Edmond, le patron pêcheur
- Dominique Valadié : Cécile
- Jowan Le Besco : Gérard
- Catherine Baugué : Muriel

## Distinctions
- César du cinéma 2002 : Nomination au César du meilleur espoir masculin - Malik Zidi
- Mostra de Venise 2001 - Semaine de la Critique
- Festival international du film de Göteborg - 2002
- Festival du film francophone de Vienne - 2002